# Homalogrypota
Homalogrypota is een geslacht van halfvleugeligen uit de familie schuimcicaden (Cercopidae). De wetenschappelijke naam van dit geslacht is voor het eerst geldig gepubliceerd in 1920 door Schmidt.

## Soorten
Het geslacht Homalogrypota omvat de volgende soorten:
- Homalogrypota cinnabarina Schmidt, 1920
- Homalogrypota coccinea (Fabricius, 1794)
- Homalogrypota interrupta Schmidt, 1920